# Guglielmo II di Besalú
Guglielmo, detto il Tuono; Guillaume in francese, Guillem in catalano, Guillermo in spagnolo, in portoghese e in galiziano, Guillelmus in latino (1025 circa – 1066 circa), fu Conte di Besalú, dal 1052 alla sua morte.

## Origine
Guglielmo, secondo il Gesta Comitum Barchinonensium, era il figlio maschio primogenito del Conte di Besalú, Guglielmo I e, come ci viene confermato dal documento n° 237 della Histoire générale de Languedoc avec des notes et les pièces justificatives, tome V di Adelaide (o Gerberga) di Provenza ( † dopo il 1036), di cui non si conoscono gli ascendenti. 

Guglielmo I di Besalú, secondo il Gesta Comitum Barchinonensium, era il figlio maschio primogenito del Conte di Besalú, Bernardo I e della moglie, Toda di Provenza, che secondo le Europäische Stammtafeln, volume II, tavola 187 (non consultato), era figlia del conte d'Avignone, conte di Provenza e marchese di Provenza, Guglielmo I e della prima moglie, Arsenda di Comminges; seconda altri invece era figlia del duca di Guascogna, Guglielmo Sánchez e di Urraca di Pamplona.

## Biografia
Guglielmo viene citato per la prima volta in un documento, nel 1029, quando il padre, Guglielmo I confermò alcuni privilegi al monastero San Pietro di Besalù, come da documento n° 96 del Diplomatari i escrits literaris de l'abat i bisbe Oliba (non consultato).
Quando, nel 1049, fu convocato un concilio a Narbona, dove erano presenti tutti i vescovi catalani, tutti i nobili colpevoli di comportamento aggressivo nei confronti della chiesa furono scomunicati ad eccezione di conti di Besalù e Cerdayna; suo padre, Guglielmo I assieme a Guglielmo, pur essendo stati tra coloro che avevano assaltato l'Abbazia di San Michele di Cuxa, in cambio del perdono restituirono il mal tolto e promisero che avrebbero difeso l'abbazia di San Michele di Cuxa.
Secondo il Chronicon alterum Rivipullense, suo padre, Guglielmo I, morì nel 1052 (1052. obiit Guillelmus comes Bisull.); il Gesta Comitum Barchinonensium riporta che Guglielmo detto il Grosso morì nel 1052, fu inumato assieme alle spoglie del padre, nel monastero di Santa Maria di Ripoll e che gli succedettero entrambi i figli,.

Guglielmo nel documento n° 237 della Histoire générale de Languedoc avec des notes et les pièces justificatives, tome V, viene citato col titolo di conte (Guilielmus comes filius Adalaiz).
Secondo lo storico catalano Pròsper de Bofarull i Mascaró, nel suo Los condes de Barcelona vindicados, Tome II, Guglielmo nel 1054, si fidanzò con Lucia de La Marche, cognata del conte di Barcellona, Raimondo Berengario I detto el Vell ("il Vecchio") (1024-1076) e sorella di Almodis de La Marche, figlia di Bernardo I (ca. 991- 16 giugno 1047) conte de La Marche e della moglie, Amelia de Rasés (? - † 1053).

Due documenti della Colección diplomática del Condado de Besalú, tomus XV, confermano la volontà di Guglielmo di sposare Lucia: il n° MMCLXXXIX (Lucie sponse mee), ed il n° MMCXC (Lucie sponse mee).

Molto probabilmente, anche la consegna di due castelli da parte di Raimondo Berengario I (Remundum comitem Barchinonensem filium Sancie comitisse) a Guglielmo (Guilelmum comitem Bisuldunensem filium Adalezia comitisse), come da documento n° MMCLXXXVIII della Colección diplomática del Condado de Besalú, tomus XV, faceva parte di questo contratto di matrimonio, che non andò a buon fine, tanto che Raimondo Berengario I, secondo il documento n° MMCXCI della Colección diplomática del Condado de Besalú, tomus XV, fece reclami e rimostranze a Guillermo, conte di Besalù.

Guglielmo allora attaccò la contea di Barcellona, anche senza l'approvazione di tutti i suoi feudatari.

La situazione si risolse, nel 1057, quando entrambi i conti firmarono un trattato di pace.
Nel 1055, Guglielmo (Willelmus comes Bisulunensis) fece una donazione alla chiesa di Girona, come ci viene confermato dal documento n° XXXII della España sagrada . Tomo XLIII. De la santa iglesia de Gerona.
Guglielmo aveva un carattere irritabile e intransigente, che gli fecero guadagnare il suo soprannome, e lo fecero questionare col vescovo di Girona ed avere rapporti conflittuali coi suoi feudatari che, verso il 1066, col consenso del fratello, Bernardo, lo assassinarono.

Il fratello Bernardo, che già collaborava nel governo della contea, gli succedette come Bernardo II.

## Matrimonio e discendenza
Dopo il 1055, Guglielmo aveva sposato Stefania di Provenza, che, secondo lo storico e genealogista, ungherese, Szabolcs de Vajay, nel suo La Provence Historique, Tome XII (non consultato), era figlia  del conte Goffredo I di Provenza e di Stefania o Dolce, viscontessa di Marsiglia, figlia del visconte di Marsiglia, Guglielmo II; il matrimonio viene indirettamente confermato dal documento n° 364 dell'Histoire Générale de Languedoc, Tome V, Preuves, Chartes et Diplômes.

Guglielmo da Stefania ebbe due figli:
- Bernardo († 1111), Conte di Besalú;
- Stefania.

### Fonti primarie
- (LA)  Viage literario a las iglesias de España. Tomo 5.
- (LA)  Rerum Gallicarum et Francicarum Scriptores, Tomus XI.
- (LA)  Colección diplomática del Condado de Besalú, tomus XV.
- (LA)  España sagrada . Tomo XLIII. De la santa iglesia de Gerona.
- (LA)  Marca Hispanica sive Limes Hispanicus.
- (LA)  Histoire générale de Languedoc avec des notes et les pièces justificatives, tome V.
- (LA)  Diplomatari i escrits literaris de l'abat i bisbe Oliba.
- (LA)  Colección diplomática del Condado de Besalú, tomus XII.

### Letteratura storiografica
- (ES)  Bofarull i Mascaró, Los condes de Barcelona vindicados, Tome I,.